# 1991-es Tour de France
Az 1991-es Tour de France volt a 78. francia körverseny. 1991. július 6-a és július 28-a között rendezték.

## Végeredmény
|    | Versenyző          | Csapat       | Idő            |
| -- | ------------------ | ------------ | -------------- |
| 1  | Miguel Indurain    | Team Banesto | 101 óra 01'20" |
| 2  | Gianni Bugno       |              | 3' 36"         |
| 3  | Claudio Chiappucci |              | 5' 56"         |
| 4  | Charly Mottet      |              | 7' 37"         |
| 5  | Luc Leblanc        |              | 10' 10"        |
| 6  | Laurent Fignon     |              | 11' 27"        |
| 7  | Greg LeMond        |              | 13' 13"        |
| 8  | Andrew Hampsten    |              | 13' 40"        |
| 9  | Pedro Delgado      |              | 20' 10"        |
| 10 | Gérard Rué         |              | 20' 13"        |

## Szakaszok
| Szakasz | Időpont    | Végpontok                   | Hossz (km) | Szakaszgyőztes                 | Összetett első        |
| ------- | ---------- | --------------------------- | ---------- | ------------------------------ | --------------------- |
| Prolog  | július 6.  | Lyon                        | 5,4 *      | Thierry Marie (FRA)            | Thierry Marie (FRA)   |
| 1       | július 7.  | Lyon – Lyon                 | 114,5      | Djamolidine Abdoujaparov (UZB) | Greg LeMond (USA)     |
| 2       | július 7.  | Bron – Chassieu             | 36,5 **    | Ariostea                       | Rolf Sørensen (DEN)   |
| 3       | július 8.  | Villeurbanne – Dijon        | 210,5      | Etienne De Wilde (BEL)         | Rolf Sørensen (DEN)   |
| 4       | július 9.  | Dijon – Reims               | 286        | Djamolidine Abdoujaparov (UZB) | Rolf Sørensen (DEN)   |
| 5       | július 10. | Reims – Valenciennes        | 149,5      | Jelle Nijdam (NED)             | Rolf Sørensen (DEN)   |
| 6       | július 11. | Arras – Le Havre            | 259        | Thierry Marie (FRA)            | Thierry Marie (FRA)   |
| 7       | július 12. | Le Havre – Argentan         | 196,5      | Jean-Paul Van Poppel (NED)     | Thierry Marie (FRA)   |
| 8       | július 13. | Argentan – Alençon          | 73 *       | Miguel Indurain (ESP)          | Greg LeMond (USA)     |
| 9       | július 14. | Alençon – Rennes            | 161        | Mauro Ribeiro (BRA)            | Greg LeMond (USA)     |
| 10      | július 15. | Rennes – Quimper            | 207,5      | Phil Anderson (AUS)            | Greg LeMond (USA)     |
| 11      | július 16. | Quimper – Saint-Herblain    | 246        | Charly Mottet (FRA)            | Greg LeMond (USA)     |
| 12      | július 18. | Pau – Jaca                  | 192        | Charly Mottet (FRA)            | Luc Leblanc (FRA)     |
| 13      | július 19. | Jaca – Val-Louron           | 232        | Claudio Chiappucci (ITA)       | Miguel Indurain (ESP) |
| 14      | július 20. | Saint-Gaudens – Castres     | 172,5      | Bruno Cenghialta (ITA)         | Miguel Indurain (ESP) |
| 15      | július 21. | Albi – Alès                 | 235        | Moreno Argentin (ITA)          | Miguel Indurain (ESP) |
| 16      | július 22. | Alès – Gap                  | 215        | Marco Lietti (ITA)             | Miguel Indurain (ESP) |
| 17      | július 23. | Gap – L’Alpe d’Huez         | 125        | Gianni Bugno (ITA)             | Miguel Indurain (ESP) |
| 18      | július 24. | Le Bourg-d'Oisans – Morzine | 255        | Thierry Claveyrolat (FRA)      | Miguel Indurain (ESP) |
| 19      | július 25. | Morzine – Aix-les-Bains     | 177        | Dimitrij Konycsev (URS)        | Miguel Indurain (ESP) |
| 20      | július 26. | Aix-les-Bains – Mâcon       | 160        | Viatcseslav Ekimov (URS)       | Miguel Indurain (ESP) |
| 21      | július 27. | Lugny – Mâcon               | 57 *       | Miguel Indurain (ESP)          | Miguel Indurain (ESP) |
| 22      | július 28. | Melun – Párizs              | 178        | Dimitrij Konycsev (URS)        | Miguel Indurain (ESP) |